# 킬링 (영화)
《킬링》(The Killing)은 미국에서 제작된 스탠리 큐브릭 감독의 1956년 영화이다. 스테링 하이든 등이 주연으로 출연하였고 제임스 B. 해리스 등이 제작에 참여하였다.

## 줄거리
전과자 조니 클레이는 거액의 돈을 노리고 경마장 강도 계획을 세운다. 동료 마빈 엉거는 자금 지원과 은신처를 제공하고, 경마장 직원인 조지 피티와 마이크 오라일리에게 은신처 주소를 알려준다. 부패한 경찰 랜디 키넌도 이 계획에 합류한다. 조지는 불행한 결혼 생활을 하는 아내 셰리에게 계획을 털어놓고, 셰리는 즉시 애인 발에게 이 사실을 알린다.
은신처에서 다섯 명은 강도 계획을 구체적으로 논의한다. 조니는 혼란을 주기 위해 경주마를 저격할 사람과 소란을 피울 레슬러를 고용했다고 밝힌다. 셰리가 몰래 엿듣고 있다는 사실이 발각되자, 조지는 셰리와 격리된다. 조니는 셰리에게 강도 작전이 끝날 때까지 간섭하지 말라고 명령한다.
강도 당일 아침, 마빈은 조니에게 부성애를 느끼며 작전 후 함께 떠나자고 제안하지만, 조니는 거절하고 마빈에게 경마장에 오지 말라고 한다. 마이크는 경마장 금고실 맞은편 라커룸에 총을 숨기고, 만취한 마빈은 조니의 뜻을 어기고 경마장에 나타나 모두를 당황시킨다. 그럼에도 불구하고 모든 사람들이 제 위치에 있고 강도 계획은 진행된다. 레슬러가 술집에서 싸움을 벌여 경비원들의 주의를 끄는 사이, 조지는 조니가 라커룸에 들어가는 것을 돕는다. 조니는 총을 얻고 마스크를 쓴 후 금고실을 습격해 돈 가방을 창밖으로 던지고, 랜디가 그것을 회수한다. 저격수는 도망치려다 타이어가 펑크 나 총에 맞아 죽는다.
은신처에서 다른 사람들은 돈을 가지고 돌아올 조니를 기다린다. 발이 은신처를 급습하면서 총격전이 벌어지고, 부상을 입은 조지만이 마지막까지 남는다. 조지가 비틀거리며 밖으로 나가는 것을 본 조니는 뭔가 잘못되었음을 직감하고 그대로 떠난다. 그는 큰 가방을 구입하여 돈을 옮겨 담고 간신히 잠근다. 조지는 자신의 아파트로 돌아가 셰리를 죽이고 쓰러진다. 공항에서 조니는 여자친구 페이를 만난다. 그들은 가방을 기내 수하물로 등록하는 데 실패하고 어쩔 수 없이 위탁 수하물로 보내야 한다. 수하물 운반 카트 운전사가 개를 피하려다 방향을 틀면서 가방이 터지고 돈이 바람에 흩날린다. 떠나려던 조니는 당국에 의해 신원이 확인된다. 페이는 도망치라고 하지만 조니는 거부하고 담담하게 자신의 운명을 받아들인다.

## 출연
- 스털링 헤이든 - 조니 클레이
- 콜린 그레이 - 페이
- 빈스 에드워즈 - 밸 캐넌
- 제이 C. 플리펀 - 마빈 엉거
- 엘리샤 쿡 주니어 - 조지 피티
- 마리 윈저 - 셰리 피티
- 테드 더코지아 - 랜디 케넌
- 조 소여 - 마이크 오라일리
- 제임스 에드워즈 - 주차 관리요원
- 티머시 케리 - 니키 아케인
- 티토 부올로 - 조 피아노
- 조 터켈 - 타이니
- 제이 애들러 - 리오
- 콜라 콰리아니 - 모리스 오부호프
- 도러시 애덤스 - 루디 오라일리
- 로드니 데인저필드

## 기타
- 미술: 루스 소봇카

## 같이 보기
- 하이스트 영화